# Johann von Cossie
Johann von Cossie (frz. Jean oder Johan; † um 1250) war Herr von Cossie und Kämmerer des Königreichs Jerusalem.
Er war ein Sohn von Rainald von Haifa, Kämmerer und Kastellan von Jerusalem und dessen Gattin Isabella Brisebarre.
Er hatte das Amt des Kämmerers des Königreichs von etwa 1232 bis 1252 inne und erlangte das erbliche Lehen über die Herrschaft Cossie (wahrscheinlich auf Zypern), nach der er sich fortan nannte.
Er war mit Isabella von Mallenbec verheiratet, der Tochter des Daniel von Mallenbec und der Chandelor von Flory. Mit ihr hatte er einen Sohn:
- Philipp von Cossie († um 1269), Herr von Cossie, Kämmerer und Marschall von Jerusalem.